# Heimir Hallgrímsson
Heimir Hallgrímsson (Vestmannaeyjar, 10 giugno 1967) è un allenatore di calcio ed ex calciatore islandese, di ruolo difensore, commissario tecnico della nazionale irlandese.

## Biografia
Durante la carriera ha lavorato come dentista a Vestmannaeyjar, sua città natale, lasciando il posto solo nel 2016, quando ha assunto il ruolo di allenatore unico della nazionale islandese.

## Carriera

### Giocatore
Inizia a giocare nel 1986 con l'ÍBV Vestmannaeyja, squadra della sua città. Rimane fino al 1996 con la sola eccezione del 1993, quando passa all'Höttur, allenando nel contempo la loro squadra femminile. Dal 1996 al 2007 gioca con altre due squadre di Vestmannaeyjar, lo Smástund e il KFS, nato dalla fusione fra Smástund e Framherjar.

### Allenatore

#### Club
Nel 1993 allena la squadra femminile dell'Höttur, squadra con cui giocava. Nel 1999 inizia ad allenare la squadra femminile dell'ÍBV Vestmannaeyja, guidandola alle prime posizioni del campionato. Nel 2002 diventa assistente della squadra maschile, diventandone allenatore nelle ultime giornate. Nel 2003 ritorna ad allenare la squadra femminile, arrivando due volte secondo e due volte in finale di coppa nazionale, vincendola nel 2004. Nel 2006 ritorna alla guida della squadra maschile per le ultime sei giornate, retrocedendo. Ritorna nella massima serie nel 2008, arrivando decimo nel 2009 e due volte terzo nel 2010 e 2011.

#### Nazionale islandese
Il 14 ottobre 2011 firma un contratto con la nazionale islandese, valido a partire dal 1º gennaio 2012, come vice di Lars Lagerbäck. Dopo aver fallito la qualificazione ai campionato mondiale del 2014 lui e Lagerbäck firmano un nuovo contratto e Hallgrímsson diventa co-allenatore. Al termine del campionato europeo del 2016, dove gli islandesi raggiungono i quarti di finale, persi per 5-2 con i padroni di casa della Francia, diviene allenatore unico. Nelle qualificazioni al mondiale di Russia 2018 porta i suoi a chiudere il girone I davanti alla Croazia, ottenendo così la prima qualificazione di sempre degli islandesi ad un campionato mondiale, dove la squadra uscirà al primo turno.

#### Al-Arabi
Il 10 dicembre 2018 viene assunto come allenatore dell'Al-Arabi, squadra della Qatar Stars League. Ha firmato un accordo di due anni mezzo, fino al 30 giugno 2021.

#### Nazionale giamaicana
Nel settembre 2022, la Federcalcio giamaicana annuncia il suo ingaggio come nuovo allenatore della nazionale giamaicana. Tuttavia, nonostante un terzo posto nella CONCACAF Nations League 2023-2024, decide di dimettersi dall'incarico dopo una scarsa prestazione della nazionale caraibica in Copa América 2024.

#### Nazionale irlandese
Il 10 luglio 2024 viene nominato nuovo commissario tecnico della nazionale irlandese, subentrando a John O'Shea, che aveva ricoperto il ruolo ad interim.

## Statistiche

### Statistiche da allenatore
Statistiche aggiornate al 23 marzo 2025.

#### Nazionale
| Squadra  | Naz                 | dal               | al             | Record | Record | Record | Record | Record | Record | Record | Record     |
| Squadra  | Naz                 | dal               | al             | G      | V      | N      | P      | GF     | GS     | DR     | % Vittorie |
| -------- | ------------------- | ----------------- | -------------- | ------ | ------ | ------ | ------ | ------ | ------ | ------ | ---------- |
| Islanda  | Islanda (bandiera)  | 25 novembre 2013  | 17 luglio 2018 | 58     | 25     | 11     | 22     | 86     | 74     | +12    | 43,10      |
| Giamaica | Giamaica (bandiera) | 16 settembre 2022 | 1º luglio 2024 | 28     | 11     | 7      | 10     | 38     | 37     | +1     | 39,29      |
| Irlanda  | Irlanda (bandiera)  | 10 luglio 2024    | in carica      | 8      | 4      | 0      | 4      | 7      | 14     | −7     | 50,00      |
| Totale   | Totale              | Totale            | Totale         | 94     | 40     | 18     | 36     | 131    | 124    | +7     | 42,55      |

#### Nazionale islandese nel dettaglio
| 2014             | Islanda        | Qual. Euro 2016     | 2º nel gruppo A,qualificato     | 4  | 3  | 0  | 1  | 75,00 | 9  | 2  | +7  |
| 2015             | Islanda        | Qual. Euro 2016     | 2º nel gruppo A,qualificato     | 6  | 3  | 2  | 1  | 50,00 | 8  | 3  | +5  |
| giu.-lug. 2016   | Islanda        | Euro 2016           | Quarti di finale                | 5  | 2  | 2  | 1  | 40,00 | 8  | 9  | -1  |
| 2016             | Islanda        | Qual. Mondiale 2018 | 1º nel gruppo I, qualificato    | 4  | 2  | 1  | 1  | 50,00 | 6  | 5  | +1  |
| 2017             | Islanda        | Qual. Mondiale 2018 | 1º nel gruppo I, qualificato    | 6  | 5  | 0  | 1  | 83,33 | 10 | 2  | +8  |
| giu.-lug. 2018   | Islanda        | Mondiale 2018       | Fase a gironi (4º nel gruppo D) | 3  | 0  | 1  | 2  | &0,00 | 2  | 5  | -3  |
| Dal 2014 al 2018 | Islanda        | Amichevoli          |                                 | 30 | 10 | 5  | 15 | 33,33 | 43 | 48 | -5  |
| Totale Islanda   | Totale Islanda | Totale Islanda      | Totale Islanda                  | 58 | 25 | 11 | 22 | 43,10 | 86 | 74 | +12 |

#### Panchine da commissario tecnico della nazionale islandese
| Cronologia completa delle presenze e delle reti in nazionale ― Islanda | Cronologia completa delle presenze e delle reti in nazionale ― Islanda | Cronologia completa delle presenze e delle reti in nazionale ― Islanda | Cronologia completa delle presenze e delle reti in nazionale ― Islanda | Cronologia completa delle presenze e delle reti in nazionale ― Islanda | Cronologia completa delle presenze e delle reti in nazionale ― Islanda | Cronologia completa delle presenze e delle reti in nazionale ― Islanda                                                       | Cronologia completa delle presenze e delle reti in nazionale ― Islanda |
| Data                                                                   | Città                                                                  | In casa                                                                | Risultato                                                              | Ospiti                                                                 | Competizione                                                           | Reti | Note                                                                   |
| ---------------------------------------------------------------------- | ---------------------------------------------------------------------- | ---------------------------------------------------------------------- | ---------------------------------------------------------------------- | ---------------------------------------------------------------------- | ---------------------------------------------------------------------- | --- | ---------------------------------------------------------------------- |
| 21-1-2014                                                              | Abu Dhabi                                                              | Islanda                                                                | 0 – 2                                                                  | Svezia                                                                 | Amichevole                                                             | - | Cap: A. Skúlason                                                       |
| 5-3-2014                                                               | Cardiff                                                                | Galles                                                                 | 3 – 1                                                                  | Islanda                                                                | Amichevole                                                             | Jóhann Berg Guðmundsson | Cap: A. Gunnarsson                                                     |
| 30-5-2014                                                              | Innsbruck                                                              | Austria                                                                | 1 – 1                                                                  | Islanda                                                                | Amichevole                                                             | Kolbeinn Sigþórsson | Cap: A. Gunnarsson                                                     |
| 4-6-2014                                                               | Reykjavík                                                              | Islanda                                                                | 1 – 0                                                                  | Estonia                                                                | Amichevole                                                             | Kolbeinn Sigþórsson (rig.)                                                                                                   | Cap: A. Gunnarsson                                                     |
| 9-9-2014                                                               | Reykjavík                                                              | Islanda                                                                | 3 – 0                                                                  | Turchia                                                                | Qual. Euro 2016                                                        | Jón Daði Böðvarsson Gylfi Sigurðsson Kolbeinn Sigþórsson                                                                     | Cap: A. Gunnarsson                                                     |
| 10-10-2014                                                             | Riga                                                                   | Lettonia                                                               | 0 – 3                                                                  | Islanda                                                                | Qual. Euro 2016                                                        | Gylfi Sigurðsson Aron Gunnarsson Rúrik Gíslason                                                                              | Cap: A. Gunnarsson                                                     |
| 13-10-2014                                                             | Reykjavík                                                              | Islanda                                                                | 2 – 0                                                                  | Paesi Bassi                                                            | Qual. Euro 2016                                                        | 2 Gylfi Sigurðsson (1 rig.)                                                                                                  | Cap: A. Gunnarsson                                                     |
| 12-11-2014                                                             | Bruxelles                                                              | Belgio                                                                 | 3 – 1                                                                  | Islanda                                                                | Amichevole                                                             | Alfreð Finnbogason | Cap: A. Gunnarsson                                                     |
| 16-11-2014                                                             | Plzeň                                                                  | Rep. Ceca                                                              | 2 – 1                                                                  | Islanda                                                                | Qual. Euro 2016                                                        | Ragnar Sigurdsson | Cap: A. Gunnarsson                                                     |
| 16-1-2015                                                              | Orlando                                                                | Canada                                                                 | 1 – 2                                                                  | Islanda                                                                | Amichevole                                                             | Kristinn Steindórsson Matthías Vilhjálmsson                                                                                  | Cap: ?                                                                 |
| 19-1-2015                                                              | Orlando                                                                | Canada                                                                 | 1 – 1                                                                  | Islanda                                                                | Amichevole                                                             | Hólmbert Aron Friðjónsson (rig.)                                                                                             | Cap: ?                                                                 |
| 28-3-2015                                                              | Astana                                                                 | Kazakistan                                                             | 0 – 3                                                                  | Islanda                                                                | Qual. Euro 2016                                                        | Eiður Guðjohnsen 2 Birkir Bjarnason                                                                                          | Cap: A. Gunnarsson                                                     |
| 31-3-2015                                                              | Tallinn                                                                | Estonia                                                                | 1 – 1                                                                  | Islanda                                                                | Amichevole                                                             | Rúrik Gíslason | Cap: ?                                                                 |
| 12-6-2015                                                              | Reykjavík                                                              | Islanda                                                                | 2 – 1                                                                  | Rep. Ceca                                                              | Qual. Euro 2016                                                        | Aron Gunnarsson Kolbeinn Sigþórsson                                                                                          | Cap: A. Gunnarsson                                                     |
| 3-9-2015                                                               | Amsterdam                                                              | Paesi Bassi                                                            | 0 – 1                                                                  | Islanda                                                                | Qual. Euro 2016                                                        | Gylfi Sigurðsson (rig.) | Cap: A. Gunnarsson                                                     |
| 6-9-2015                                                               | Reykjavík                                                              | Islanda                                                                | 0 – 0                                                                  | Kazakistan                                                             | Qual. Euro 2016                                                        | - | Cap: A. Gunnarsson                                                     |
| 10-10-2015                                                             | Reykjavík                                                              | Islanda                                                                | 2 – 2                                                                  | Lettonia                                                               | Qual. Euro 2016                                                        | Kolbeinn Sigþórsson Gylfi Sigurðsson                                                                                         | Cap: K. Sigþórsson                                                     |
| 13-10-2015                                                             | Konya                                                                  | Turchia                                                                | 1 – 0                                                                  | Islanda                                                                | Qual. Euro 2016                                                        | - | Cap: A. Gunnarsson                                                     |
| 13-11-2015                                                             | Varsavia                                                               | Polonia                                                                | 4 – 2                                                                  | Islanda                                                                | Amichevole                                                             | Gylfi Sigurðsson (rig.) Alfreð Finnbogason                                                                                   | Cap: A. Gunnarsson                                                     |
| 17-11-2015                                                             | Žilina                                                                 | Slovacchia                                                             | 3 – 1                                                                  | Islanda                                                                | Amichevole                                                             | Alfreð Finnbogason | Cap: K. Sigþórsson                                                     |
| 13-1-2016                                                              | Abu Dhabi                                                              | Finlandia                                                              | 0 – 1                                                                  | Islanda                                                                | Amichevole                                                             | Arnór Ingvi Traustason | Cap: E. Guðjohnsen                                                     |
| 16-1-2016                                                              | Dubai                                                                  | Emirati Arabi Uniti                                                    | 2 – 1                                                                  | Islanda                                                                | Amichevole                                                             | Viðar Örn Kjartansson | Cap: E. Guðjohnsen                                                     |
| 31-1-2016                                                              | Carson                                                                 | Stati Uniti                                                            | 3 – 2                                                                  | Islanda                                                                | Amichevole                                                             | Kristinn Steindórsson Aron Sigurðarson                                                                                       | Cap: ?                                                                 |
| 24-3-2016                                                              | Herning                                                                | Danimarca                                                              | 2 – 1                                                                  | Islanda                                                                | Amichevole                                                             | Arnór Ingvi Traustason | Cap: A. Gunnarsson                                                     |
| 29-3-2016                                                              | Il Pireo                                                               | Grecia                                                                 | 2 – 3                                                                  | Islanda                                                                | Amichevole                                                             | Arnór Ingvi Traustason Sverrir Ingason Kolbeinn Sigþórsson                                                                   | Cap: A. Gunnarsson                                                     |
| 1-6-2016                                                               | Oslo                                                                   | Norvegia                                                               | 3 – 2                                                                  | Islanda                                                                | Amichevole                                                             | Sverrir Ingason Gylfi Sigurðsson (rig.)                                                                                      | Cap: A. Gunnarsson                                                     |
| 6-6-2016                                                               | Reykjavík                                                              | Islanda                                                                | 4 – 0                                                                  | Liechtenstein                                                          | Amichevole                                                             | Kolbeinn Sigþórsson Birkir Sævarsson Alfreð Finnbogason Eiður Guðjohnsen                                                     | Cap: A. Gunnarsson                                                     |
| 14-6-2016                                                              | Saint-Étienne                                                          | Portogallo                                                             | 1 – 1                                                                  | Islanda                                                                | Euro 2016 - 1º turno                                                   | Birkir Bjarnason | Cap: A. Gunnarsson                                                     |
| 18-6-2016                                                              | Marsiglia                                                              | Islanda                                                                | 1 – 1                                                                  | Ungheria                                                               | Euro 2016 - 1º turno                                                   | Gylfi Sigurðsson (rig.) | Cap: A. Gunnarsson                                                     |
| 22-6-2016                                                              | Saint-Denis                                                            | Islanda                                                                | 2 – 1                                                                  | Austria                                                                | Euro 2016 - 1º turno                                                   | Jón Daði Böðvarsson Arnór Ingvi Traustason                                                                                   | Cap: A. Gunnarsson                                                     |
| 27-6-2016                                                              | Nizza                                                                  | Inghilterra                                                            | 1 – 2                                                                  | Islanda                                                                | Euro 2016 - Ottavi di finale                                           | Ragnar Sigurdsson Kolbeinn Sigþórsson                                                                                        | Cap: A. Gunnarsson                                                     |
| 3-7-2016                                                               | Saint-Denis                                                            | Francia                                                                | 5 – 2                                                                  | Islanda                                                                | Euro 2016 - Quarti di finale                                           | Kolbeinn Sigþórsson Birkir Bjarnason                                                                                         | Cap: A. Gunnarsson                                                     |
| 5-9-2016                                                               | Kiev                                                                   | Ucraina                                                                | 1 – 1                                                                  | Islanda                                                                | Qual. Mondiali 2018                                                    | Alfreð Finnbogason | Cap: A. Gunnarsson                                                     |
| 6-10-2016                                                              | Reykjavik                                                              | Islanda                                                                | 3 – 2                                                                  | Finlandia                                                              | Qual. Mondiali 2018                                                    | Kari Arnason Alfreð Finnbogason Ragnar Sigurðsson                                                                            | Cap: A. Gunnarsson                                                     |
| 9-10-2016                                                              | Reykjavik                                                              | Islanda                                                                | 2 – 0                                                                  | Turchia                                                                | Qual. Mondiali 2018                                                    | autorete Alfreð Finnbogason                                                                                                  | Cap: G. Sigurðsson                                                     |
| 12-11-2016                                                             | Zagabria                                                               | Croazia                                                                | 2 – 0                                                                  | Islanda                                                                | Qual. Mondiali 2018                                                    | - | Cap: A. Gunnarsson                                                     |
| 15-11-2016                                                             | Ta' Qali                                                               | Malta                                                                  | 0 – 2                                                                  | Islanda                                                                | Amichevole                                                             | Arnor Traustason Sverrir Ingason                                                                                             | Cap: O. Skúlason                                                       |
| 10-1-2017                                                              | Pechino                                                                | Cina                                                                   | 0 – 2                                                                  | Islanda                                                                | Amichevole                                                             | Kjartan Finnbogason Aron Sigurdarson                                                                                         | Cap: K. Arnason                                                        |
| 15-1-2017                                                              | Pechino                                                                | Islanda                                                                | 0 – 1                                                                  | Cile                                                                   | Amichevole                                                             | - | Cap: K. Arnason                                                        |
| 9-2-2017                                                               | Whitney                                                                | Messico                                                                | 1 – 0                                                                  | Islanda                                                                | Amichevole                                                             | - | Cap: D. Vidarsson                                                      |
| 24-3-2017                                                              | Shkodër                                                                | Kosovo                                                                 | 1 – 2                                                                  | Islanda                                                                | Qual. Mondiali 2018                                                    | Björn Bergmann Sigurðarson Gylfi Sigurðsson (rig.)                                                                           | Cap: A. Gunnarsson                                                     |
| 28-3-2017                                                              | Dublino                                                                | Irlanda                                                                | 0 – 1                                                                  | Islanda                                                                | Amichevole                                                             | Hordur Magnusson | Cap: A. Gunnarsson                                                     |
| 11-6-2017                                                              | Reykjavik                                                              | Islanda                                                                | 1 – 0                                                                  | Croazia                                                                | Qual. Mondiali 2018                                                    | Hordur Magnusson | Cap: A. Gunnarsson                                                     |
| 2-9-2017                                                               | Helsinki                                                               | Finlandia                                                              | 1 – 0                                                                  | Islanda                                                                | Qual. Mondiali 2018                                                    | - | Cap: A. Gunnarsson                                                     |
| 5-9-2017                                                               | Reykjavik                                                              | Islanda                                                                | 2 – 0                                                                  | Ucraina                                                                | Qual. Mondiali 2018                                                    | 2 Gylfi Sigurðsson | Cap: A. Gunnarsson                                                     |
| 6-10-2017                                                              | Istanbul                                                               | Turchia                                                                | 0 – 3                                                                  | Islanda                                                                | Qual. Mondiali 2018                                                    | Jóhann Berg Guðmundsson Birkir Bjarnason Kari Arnason                                                                        | Cap: A. Gunnarsson                                                     |
| 9-10-2017                                                              | Reykjavik                                                              | Islanda                                                                | 2 – 0                                                                  | Kosovo                                                                 | Qual. Mondiali 2018                                                    | Gylfi Sigurðsson Jóhann Berg Guðmundsson                                                                                     | Cap: A. Gunnarsson                                                     |
| 8-11-2017                                                              | Doha                                                                   | Islanda                                                                | 1 – 2                                                                  | Rep. Ceca                                                              | Amichevole                                                             | Kjartan Finnbogason | Cap: O. Skúlason                                                       |
| 14-11-2017                                                             | Doha                                                                   | Qatar                                                                  | 1 – 1                                                                  | Islanda                                                                | Amichevole                                                             | Vidar Kjartansson | Cap: G. Sigurðsson                                                     |
| 11-1-2018                                                              | Jakarta                                                                | Indonesia                                                              | 0 – 6                                                                  | Islanda                                                                | Amichevole                                                             | Andri Rúnar Bjarnason Kjartan Finnbogason Óttar Magnús Karlsson Tryggvi Haraldsson Hjörtur Hermannsson Hólmar Örn Eyjólfsson | Cap: O. Skúlason                                                       |
| 14-1-2018                                                              | Jakarta                                                                | Indonesia                                                              | 1 – 4                                                                  | Islanda                                                                | Amichevole                                                             | 3 Albert Guðmundsson 1 (rig.) Arnór Smárason                                                                                 | Cap: O. Skúlason                                                       |
| 24-3-2018                                                              | Santa Clara                                                            | Messico                                                                | 3 – 0                                                                  | Islanda                                                                | Amichevole                                                             | - | Cap: A. Gunnarsson                                                     |
| 28-3-2018                                                              | Harrison                                                               | Perù                                                                   | 3 – 1                                                                  | Islanda                                                                | Amichevole                                                             | Jon Fjoluson | Cap: O. Skúlason                                                       |
| 2-6-2018                                                               | Reykjavík                                                              | Islanda                                                                | 2 – 3                                                                  | Norvegia                                                               | Amichevole                                                             | Alfreð Finnbogason (rig.) Gylfi Sigurðsson                                                                                   | Cap: K. Arnason                                                        |
| 7-6-2018                                                               | Reykjavík                                                              | Islanda                                                                | 2 – 2                                                                  | Ghana                                                                  | Amichevole                                                             | Kari Arnason Alfreð Finnbogason                                                                                              | Cap: H. Halldórsson                                                    |
| 16-6-2018                                                              | Mosca                                                                  | Argentina                                                              | 1 – 1                                                                  | Islanda                                                                | Mondiali 2018 - 1º turno                                               | Alfreð Finnbogason | Cap: A. Gunnarsson                                                     |
| 22-6-2018                                                              | Volgograd                                                              | Nigeria                                                                | 2 – 0                                                                  | Islanda                                                                | Mondiali 2018 - 1º turno                                               | - | Cap: A. Gunnarsson                                                     |
| 26-6-2018                                                              | Rostov                                                                 | Islanda                                                                | 1 – 2                                                                  | Croazia                                                                | Mondiali 2018 - 1º turno                                               | Gylfi Sigurðsson (rig.) | Cap: A. Gunnarsson                                                     |
| Totale                                                                 |                                                                        | Presenze                                                               | 58                                                                     |                                                                        | Reti                                                                   | 86 |                                                                        |

#### Nazionale giamaicana nel dettaglio
| giu.-lug. 2023   | Giamaica        | Gold Cup 2023                     | Semifinale                                      | 5  | 3  | 1 | 1  | 60,00   | 11 | 5  | +6 |
| mar. 2023        | Giamaica        | CONCACAF Nations League 2022-2023 | Sub., 2º nel gruppo A                           | 1  | 0  | 1 | 0  | &0,00   | 2  | 2  | +0 |
| 2023             | Giamaica        | CONCACAF Nations League 2023-2024 | 3º                                              | 6  | 4  | 1 | 1  | 66,67   | 14 | 9  | +5 |
| mar. 2024        | Giamaica        | CONCACAF Nations League 2023-2024 | 3º                                              | 2  | 1  | 0 | 1  | 50,00   | 2  | 3  | -1 |
| giu. 2024        | Giamaica        | Qual. mondiale 2026               | Dimissionario durante la fase                   | 2  | 2  | 0 | 0  | 100,00& | 4  | 2  | +2 |
| giu.-lug. 2024   | Giamaica        | Copa América 2024                 | Eliminato nella fase a gironi (4º nel Gruppo B) | 3  | 0  | 0 | 3  | &0,00   | 1  | 7  | -6 |
| Dal 2022 al 2024 | Giamaica        | Amichevoli                        |                                                 | 9  | 1  | 4 | 4  | 11,11   | 4  | 9  | -5 |
| Totale Giamaica  | Totale Giamaica | Totale Giamaica                   | Totale Giamaica                                 | 28 | 11 | 7 | 10 | 39,29   | 38 | 37 | +1 |

#### Panchine da commissario tecnico della nazionale giamaicana
| Cronologia completa delle presenze e delle reti in nazionale ― Giamaica | Cronologia completa delle presenze e delle reti in nazionale ― Giamaica | Cronologia completa delle presenze e delle reti in nazionale ― Giamaica | Cronologia completa delle presenze e delle reti in nazionale ― Giamaica | Cronologia completa delle presenze e delle reti in nazionale ― Giamaica | Cronologia completa delle presenze e delle reti in nazionale ― Giamaica | Cronologia completa delle presenze e delle reti in nazionale ― Giamaica | Cronologia completa delle presenze e delle reti in nazionale ― Giamaica |
| Data                                                                    | Città                                                                   | In casa                                                                 | Risultato                                                               | Ospiti                                                                  | Competizione                                                            | Reti                                                                    | Note                                                                    |
| ----------------------------------------------------------------------- | ----------------------------------------------------------------------- | ----------------------------------------------------------------------- | ----------------------------------------------------------------------- | ----------------------------------------------------------------------- | ----------------------------------------------------------------------- | ----------------------------------------------------------------------- | ----------------------------------------------------------------------- |
| 28-9-2022                                                               | Harrison                                                                | Argentina                                                               | 3 – 0                                                                   | Giamaica                                                                | Amichevole                                                              | -                                                                       | Cap: A.Blake                                                            |
| 9-11-2022                                                               | Yaoundé                                                                 | Camerun                                                                 | 1 – 1                                                                   | Giamaica                                                                | Amichevole                                                              | Justin McMaster                                                         | Cap: D.Lowe                                                             |
| 12-3-2023                                                               | Montego Bay                                                             | Trinidad e Tobago                                                       | 1 – 0                                                                   | Giamaica                                                                | Amichevole                                                              | -                                                                       | Cap: A.Mariappa                                                         |
| 15-3-2023                                                               | Kingston                                                                | Giamaica                                                                | 0 – 0                                                                   | Trinidad e Tobago                                                       | Amichevole                                                              | -                                                                       | Cap: A.Mariappa                                                         |
| 27-3-2023                                                               | Città del Messico                                                       | Messico                                                                 | 2 – 2                                                                   | Giamaica                                                                | CONCACAF Nations League 2022-2023 - 1º turno                            | Bobby Reid autorete                                                     | Cap: D.Lowe                                                             |
| 15-6-2023                                                               | Ritzing                                                                 | Giamaica                                                                | 1 – 2                                                                   | Qatar                                                                   | Amichevole                                                              | Shamar Nicholson (rig.)                                                 | Cap: A.Mariappa                                                         |
| 19-6-2023                                                               | Wiener Neustadt                                                         | Giamaica                                                                | 1 – 2                                                                   | Giordania                                                               | Amichevole                                                              | Cory Burke (rig.)                                                       | Cap: A.Blake                                                            |
| 25-6-2023                                                               | Chicago                                                                 | Stati Uniti                                                             | 1 – 1                                                                   | Giamaica                                                                | Gold Cup 2023 - 1º turno                                                | Damion Lowe                                                             | Cap: A.Blake                                                            |
| 29-6-2023                                                               | Saint Louis                                                             | Giamaica                                                                | 4 – 1                                                                   | Trinidad e Tobago                                                       | Gold Cup 2023 - 1º turno                                                | 2 Demarai Gray Leon Bailey Dujuan Richards                              | Cap: A.Blake                                                            |
| 3-7-2023                                                                | Santa Clara                                                             | Giamaica                                                                | 5 – 0                                                                   | Saint Kitts e Nevis                                                     | Gold Cup 2023 - 1º turno                                                | autorete Jon Russell Di'Shon Bernard Daniel Johnson Cory Burke          | Cap: A.Mariappa                                                         |
| 9-7-2023                                                                | Cincinnati                                                              | Guatemala                                                               | 0 – 1                                                                   | Giamaica                                                                | Gold Cup 2023 - Quarti di finale                                        | Amari'i Bell                                                            | Cap: A.Blake                                                            |
| 13-7-2023                                                               | Paradise                                                                | Giamaica                                                                | 0 – 3                                                                   | Messico                                                                 | Gold Cup 2023 - Semifinale                                              | -                                                                       | Cap: A.Blake                                                            |
| 9-9-2023                                                                | Kingston                                                                | Giamaica                                                                | 1 – 0                                                                   | Honduras                                                                | CONCACAF Nations League 2023-2024 - 1º turno                            | Demarai Gray                                                            | Cap: D.Lowe                                                             |
| 13-9-2023                                                               | Kingston                                                                | Giamaica                                                                | 2 – 2                                                                   | Haiti                                                                   | CONCACAF Nations League 2023-2024 - 1º turno                            | autorete Bobby Reid                                                     | Cap: A.Blake                                                            |
| 13-10-2023                                                              | St. George's                                                            | Grenada                                                                 | 1 – 4                                                                   | Giamaica                                                                | CONCACAF Nations League 2023-2024 - 1º turno                            | Romario Williams Shamar Nicholson Demarai Gray Bobby Reid               | Cap: B. De Cordova-Reid                                                 |
| 16-10-2023                                                              | Port of Spain                                                           | Haiti                                                                   | 2 – 3                                                                   | Giamaica                                                                | CONCACAF Nations League 2023-2024 - 1º turno                            | Demarai Gray Shamar Nicholson Leon Bailey                               | Cap: A.Blake                                                            |
| 12-11-2023                                                              | Harrison                                                                | Guatemala                                                               | 0 – 0                                                                   | Giamaica                                                                | Amichevole                                                              | -                                                                       | Cap: J.Waite                                                            |
| 18-11-2023                                                              | Kingston                                                                | Giamaica                                                                | 1 – 2                                                                   | Canada                                                                  | CONCACAF Nations League 2023-2024 - Quarti di finale                    | Shamar Nicholson                                                        | Cap: A.Blake                                                            |
| 22-11-2023                                                              | Toronto                                                                 | Canada                                                                  | 2 – 3                                                                   | Giamaica                                                                | CONCACAF Nations League 2023-2024 - Quarti di finale                    | 2 Shamar Nicholson Bobby Reid                                           | Cap: A.Blake                                                            |
| 1-3-2024                                                                | Port of Spain                                                           | Trinidad e Tobago                                                       | 0 – 1                                                                   | Giamaica                                                                | Amichevole                                                              | Kaheim Dixon                                                            |                                                                         |
| 3-3-2024                                                                | Arima                                                                   | Trinidad e Tobago                                                       | 0 – 0                                                                   | Giamaica                                                                | Amichevole                                                              | -                                                                       | Cap: J.Wright                                                           |
| 22-3-2024                                                               | Arlington                                                               | Stati Uniti                                                             | 3 – 1 dts                                                               | Giamaica                                                                | CONCACAF Nations League 2023-2024 - Semifinale                          | Greg Leigh                                                              | Cap: A.Blake                                                            |
| 24-3-2024                                                               | Arlington                                                               | Giamaica                                                                | 1 – 0                                                                   | Panama                                                                  | CONCACAF Nations League 2023-2024 - Finale 3º-4ºposto                   | Dexter Lembikisa                                                        | Cap: A.Blake                                                            |
| 6-6-2024                                                                | Kingston                                                                | Giamaica                                                                | 1 – 0                                                                   | Rep. Dominicana                                                         | Qual. Mondiali 2026                                                     | Shamar Nicholson                                                        | Cap: D.Lowe                                                             |
| 9-6-2024                                                                | Roseau                                                                  | Dominica                                                                | 2 – 3                                                                   | Giamaica                                                                | Qual. Mondiali 2026                                                     | 2 Shamar Nicholson 1 (rig.) Kaheim Dixon                                | Cap: B.Reid                                                             |
| 23-6-2024                                                               | Houston                                                                 | Messico                                                                 | 1 – 0                                                                   | Giamaica                                                                | Coppa America 2024 - 1º turno                                           | -                                                                       | Cap: B.Reid                                                             |
| 27-6-2024                                                               | East Rutherford                                                         | Ecuador                                                                 | 3 – 1                                                                   | Giamaica                                                                | Coppa America 2024 - 1º turno                                           | Michail Antonio                                                         | Cap: D.Lowe                                                             |
| 23-6-2024                                                               | Austin                                                                  | Giamaica                                                                | 0 – 3                                                                   | Venezuela                                                               | Coppa America 2024 - 1º turno                                           | -                                                                       | Cap: D.Lowe                                                             |
| Totale                                                                  |                                                                         | Presenze                                                                | 28                                                                      |                                                                         | Reti                                                                    | 38                                                                      |                                                                         |

#### Nazionale irlandese nel dettaglio
| 2024           | Irlanda        | UEFA Nations League 2024-2025 | 3° nel Gruppo 2 di Lega B | 6 | 2 | 0 | 4 | 33,33   | 3 | 12 | -9 |
| 2025           | Irlanda        | UEFA Nations League 2024-2025 | 3° nel Gruppo 2 di Lega B | 2 | 2 | 0 | 0 | 100,00& | 4 | 2  | +2 |
| dal 2024       | Irlanda        | Amichevoli                    |                           | 0 | 0 | 0 | 0 | —       | 0 | 0  | +0 |
| Totale Irlanda | Totale Irlanda | Totale Irlanda                | Totale Irlanda            | 8 | 4 | 0 | 4 | 50,00   | 7 | 14 | -7 |

#### Panchine da commissario tecnico della nazionale irlandese
| Cronologia completa delle presenze e delle reti in nazionale ― Irlanda | Cronologia completa delle presenze e delle reti in nazionale ― Irlanda | Cronologia completa delle presenze e delle reti in nazionale ― Irlanda | Cronologia completa delle presenze e delle reti in nazionale ― Irlanda | Cronologia completa delle presenze e delle reti in nazionale ― Irlanda | Cronologia completa delle presenze e delle reti in nazionale ― Irlanda | Cronologia completa delle presenze e delle reti in nazionale ― Irlanda | Cronologia completa delle presenze e delle reti in nazionale ― Irlanda |
| Data                                                                   | Città                                                                  | In casa                                                                | Risultato                                                              | Ospiti                                                                 | Competizione                                                           | Reti                                                                   | Note                                                                   |
| ---------------------------------------------------------------------- | ---------------------------------------------------------------------- | ---------------------------------------------------------------------- | ---------------------------------------------------------------------- | ---------------------------------------------------------------------- | ---------------------------------------------------------------------- | ---------------------------------------------------------------------- | ---------------------------------------------------------------------- |
| 7-9-2024                                                               | Dublino                                                                | Irlanda                                                                | 0 – 2                                                                  | Inghilterra                                                            | UEFA Nations League 2024-2025 - Lega B                                 | -                                                                      | Cap: S. Coleman                                                        |
| 10-9-2024                                                              | Dublino                                                                | Irlanda                                                                | 0 – 2                                                                  | Grecia                                                                 | UEFA Nations League 2024-2025 - Lega B                                 | -                                                                      | Cap: N. Collins                                                        |
| 10-10-2024                                                             | Helsinki                                                               | Finlandia                                                              | 1 – 2                                                                  | Irlanda                                                                | UEFA Nations League 2024-2025 - Lega B                                 | Liam Scales Robbie Brady                                               | Cap: N. Collins                                                        |
| 13-10-2024                                                             | Il Pireo                                                               | Grecia                                                                 | 2 – 0                                                                  | Irlanda                                                                | UEFA Nations League 2024-2025 - Lega B                                 | -                                                                      | Cap: N. Collins                                                        |
| 14-11-2024                                                             | Dublino                                                                | Irlanda                                                                | 1 – 0                                                                  | Finlandia                                                              | UEFA Nations League 2024-2025 - Lega B                                 | Evan Ferguson                                                          | Cap: C. O'Dowda                                                        |
| 17-11-2024                                                             | Londra                                                                 | Inghilterra                                                            | 5 – 0                                                                  | Irlanda                                                                | UEFA Nations League 2024-2025 - Lega B                                 | -                                                                      | Cap: N. Collins                                                        |
| 20-3-2025                                                              | Plovdiv                                                                | Bulgaria                                                               | 1 – 2                                                                  | Irlanda                                                                | UEFA Nations League 2024-2025 - Lega B (Spareggi)                      | Finn Azaz Matt Doherty                                                 | Cap: N. Collins                                                        |
| 23-3-2025                                                              | Dublino                                                                | Irlanda                                                                | 2 – 1                                                                  | Bulgaria                                                               | UEFA Nations League 2024-2025 - Lega B (Spareggi)                      | Evan Ferguson Adam Idah                                                | Cap: N. Collins                                                        |
| Totale                                                                 |                                                                        | Presenze                                                               | 8                                                                      |                                                                        | Reti                                                                   | 7                                                                      |                                                                        |

## Palmarès

### Allenatore

#### Competizioni nazionali
- 1. deild karla: 1

ÍBV Vestmannæyja: 2008